# Кангерлуссуак (аэропорт)
Аэропорт Кангерлуссуак (дат. Søndre Strømfjord Airport), (ИАТА: SFJ, ИКАО: BGSF) — гражданский аэропорт, расположенный в городе Кангерлуссуак (дат. Søndre Strømfjord), муниципалитет Кекката, западная часть Гренландии. До открытия нового международного аэропорта Нук в 2024 году аэропорт Кангерлуссуак являлся единственным в Гренландии международным аэропортом, принимавшим рейсы из Копенгагена (Дания).
До открытия нового международного аэропорта Нук в 2024 году Кангерлуссуак был единственным в Гренландии гражданским аэропортом, способный принимать большие авиалайнеры. Аэропорт находится на относительном удалении от береговой линии, поэтому погода отличается большей стабильностью по сравнению с другими аэропортами Гренландии.

## Авиакомпании и пункты назначения
Аэропорт Кангерлуссуак является главным транзитным узлом (хабом) авиакомпании Air Greenland.

## Фотогалерея
- Dash-7 102 авиакомпании Air Greenland в Аэропорту Кангерлуссуак
- Указатели в аэропорту
- Аэропорт